# Tibor Tatai
Tibor Tatai (ur. 4 sierpnia 1944 w Pöse) – węgierski kajakarz, kanadyjkarz. Złoty medalista olimpijski z Meksyku.
Specjalizował się w kanadyjkowej jedynce. Igrzyska w 1968 były jego jedyną olimpiadą i triumfował na dystansie 1000 metrów. Na tym samym dystansie dwukrotnie stawał na podium mistrzostw świata, w 1970 sięgając po złoto, w następnym roku zajął drugie miejsce. Zdobywał tytuły mistrza Węgier.